# R101 (Voorthuizen)
De R101 is een recreatieve weg in de Gelderse gemeente Barneveld. De R101 loopt tussen de afritten 16 (Voorthuizen) en 17 (Stroe) van de Nederlandse Rijksweg A1 en loopt via de N303, N344 en N310.
Nieuwvliet: R101 · R102 · R103 · R104 · R105

Ommen: R101 · R102 · R103 · R104 · R105

Schouwen: R101 · R102 · R103 · R104 · R105 · R106 · R107 · R108 · R109 · R110 · R111 · R112

Spaarnwoude: R101 · R102 · R103 · R104 · R105 · R106

Voorthuizen: R101

IJmuiden: R101 · R102 · R103